# Sumo!
|  | Dieser Artikel wurde auf der Qualitätssicherungsseite des Projekts Bildende Kunst eingetragen. Die Mitarbeiter der QS-Bildende Kunst arbeiten daran, die Qualität der Artikel aus dem Themengebiet Kunst auf ein besseres Niveau zu bringen. Bitte hilf mit, die Mängel dieses Artikels zu beheben und beteilige Dich an der Diskussion. |

Sumo! (* 9. Dezember 1976 in Rustington als Christian Pearson) ist ein Urban-Art-Künstler aus Luxemburg.

## Ausstellungen
- 2003: Squat – Ancien Hotel de Ville de Differdange, Differdange
- 2012: 4560, Stadtgalerie Saarbrücken[3]
- 2012: Making Of, Casino Luxembourg – Forum d’Art Contemporain[4]
- 2017: The Beginning Is Near, Musée Paso, Drusenheim
- 2018: Schwaarzthaus, Luxemburg[5]
- 2019: Urban Art Biennale 5, Weltkulturerbe Völklinger Hütte[6]